# Enkaustyka

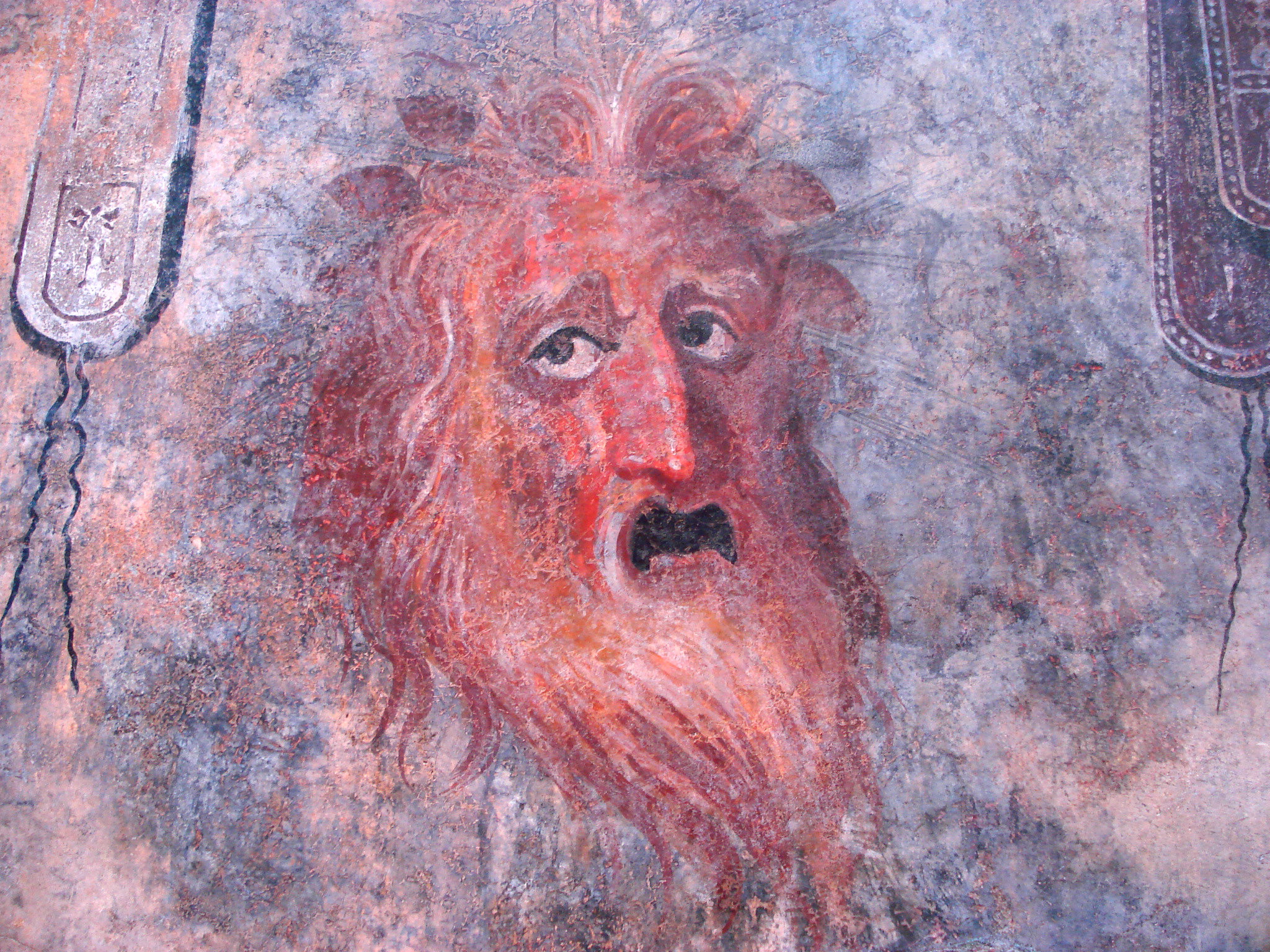
Enkaustyczne malowidło ścienne z przedstawieniem maski teatralnej wyobrażającej twarz brodatego mężczyzny, I wiek p.n.e., Regionalne Muzeum Archeologiczne w Palermo

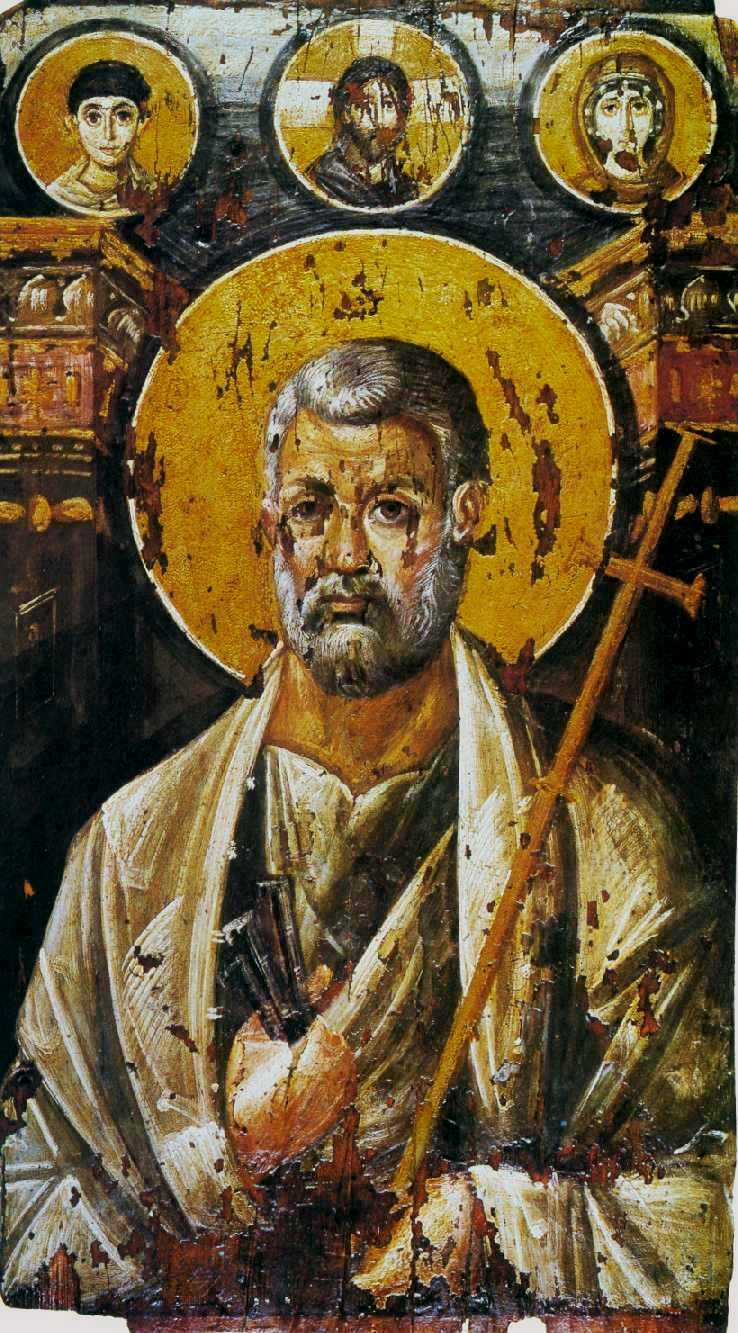
Św. Piotr – ikona z VI wieku wykonana techniką enakaustyczną

Enkaustyka – technika malarska, polegająca na stosowaniu farb w spoiwie z wosku pszczelego, czasem z dodatkiem olejów schnących dla zwiększenia płynności farby. Farby nakładano na podłoże w stanie płynnym, za pomocą podgrzewanych metalowych łopatek (cauterium). Znana była też metoda nanoszenia farb pędzlami, bardziej wygodna w wypadku malowania większych obrazów.
Stosowano ją w starożytnej Grecji oraz w Rzymie. Według opinii starożytnych technika ta wprowadzona została przez greckiego malarza Pauzjasza ze szkoły sykiońskiej. Została ona jednak przez niego tylko udoskonalona i wykorzystana do malowania plafonów. Stosowana była także przez innych artystów np. przez Nikiasza, a w późniejszej czasach (I – IV wiek n.e.) również przez twórców portretów fajumskich w Egipcie. Te właśnie portrety stanowią dziś główny przykład starożytnego malarstwa enkaustycznego, gdyż dochowały się one do naszych czasów.
Enkaustykę stosowano zarówno w malarstwie sztalugowym (podłożem były zwykle tablice drewniane), jak i ściennym. Malowidła ścienne wykonywano przy użyciu tzw. wosku punickiego (wosk pszczeli gotowany długo z wodą morską), który łączył się na trwałe z wapiennym tynkiem. Gotowe malowidło polerowano do połysku. Technika enkaustyki była trudna i powolna, dawała jednak dobre rezultaty: obraz był trwały, odporny na wilgoć, a kolory zyskiwały blask i głębię. Wadą była mała odporność na wyższe temperatury.
Znano trzy rodzaje technik enkaustycznych: cestrowa, kauteriowa i pędzlowa.

W technice  cestrowej na płytkach z kości słoniowej rysowano motyw, pogłębiano go rylcem metalowym i całość powlekano barwionym woskiem. Następnie powierzchnię malowidła nagrzewano i polerowano lnianym płótnem.

W technice kauteriowej (wynalezionej końcem V wieku p.n.e. przez malarza Arystydesa Starszego) malarz posługiwał się metalowym kauterionem, który z jednej strony zakończony był łyżeczką, z drugiej strony końcówka miała kształt płasko-spiczasty. Łyżeczkowatym końcem nakładano na drewniane tło plamy barwne, które szybko zastygały na powierzchni. Następnie rozgrzanym drugim końcem kauterionu dotykano powierzchni plam, upłynniało się je na chwilę i w ten sposób uzyskiwano tony przejściowe między plamami. Na koniec wygładzano powierzchnię obrazu. W ten sposób malowano obrazy małego formatu.

W technice pędzlowej konieczne było dłuższe utrzymanie wosku w stanie płynnym. W tym celu dodawano do wosku olej i pędzlem malowano mniej ważne części obrazu jak tło, szaty, ozdoby. Twarz i nagie części ciała malowano w technice enkaustyki kauteriowej jako bardziej artystycznej. Tą techniką posługiwali się  malarze Pauzjasz z Sikionu i Nikiasz Ateńczyk.
W średniowieczu technika enkaustyczna została całkowicie zapomniana. Od okresu renesansu podejmowano sporadyczne próby ponownego wykorzystania starych receptur enkaustycznych, które nie dały jednak pozytywnego rezultatu. W roku 1845 ukazała się w Monachium książka malarza i wynalazcy Franza Xavera Fernbacha o technice enkaustyki. Malarz Julius Schnorr von Carolsfeld wykonał tą techniką cykl malowideł ściennych w monachijskiej rezydencji, zniszczonych podczas bombardowania w roku 1944.